# Joel Chima Fujita
Joel Chima Fujita (藤田 譲瑠 チマ, Fujita Joeru Chima), né le 16 février 2002 à Tokyo au Japon, est un footballeur international japonais évoluant au poste de milieu défensif au FC St. Pauli.

## Biographie

### En club
Né à Tokyo au Japon d'un père nigerian et d'une mère japonaise, Joel Chima Fujita est formé par le Tokyo Verdy. Le club évolue en deuxième division japonaise lorsqu'il fait sa première apparition en professionnel, dans cette compétition, le 14 septembre 2019 contre l'Albirex Niigata. Il entre en jeu et les deux équipes se neutralisent ce jour-là (1-1).
Le 13 janvier 2021, il rejoint le Tokushima Vortis, où il découvre la première division japonaise. Il joue son premier match sous ses nouvelles couleurs le 27 février 2021, lors de la première journée de la saison 2021 contre l'Oita Trinita, où il est titularisé. Les deux équipes se séparent sur un match nul ce jour-là (1-1 score final).
Le 20 décembre 2021, est annoncé le transfert de Joel Chima Fujita au Yokohama F. Marinos.
Le 27 juillet 2023, Joel Chima Fujita rejoint la Belgique afin de s'engager en faveur du Saint-Trond VV.
Il inscrit son premier but pour le club le 27 décembre 2023 face au Standard de Liège, en championnat. Titulaire, il ouvre le score, mais les deux équipes se neutralisent (1-1 score final),.

### En sélection
Il est sélectionné avec l'équipe du Japon des moins de 17 ans pour participer à la Coupe du monde des moins de 17 ans en 2019. Lors de cette compétition organisée au Pérou, il joue les quatre matchs de son équipe en tant que titulaire. Le Japon est éliminé en huitièmes de finale contre le Mexique (0-2 score final).
En juillet 2022, Joel Fujita est appelé pour la première fois avec l'équipe nationale du Japon.

## Statistiques
| Saison                | Club                  | Championnat           | Championnat | Championnat | Championnat | Coupe nationale | Coupe nationale | Coupe nationale | Coupe de la Ligue | Coupe de la Ligue | Coupe de la Ligue | Supercoupe | Supercoupe | Supercoupe | Compétition(s) continentale(s) | Compétition(s) continentale(s) | Compétition(s) continentale(s) | Compétition(s) continentale(s) | Total | Total | Total |
| Saison                | Club                  | Division              | M.          | B.          | P.d.        | M.              | B.              | P.d.            | M.                | B.                | P.d.              | M.         | B.         | P.d.       | Comp.                          | M.                             | B.                             | P.d.                           | M.    | B.    | P.d.  |
| 2019                  | Tokyo Verdy           | J2 League             | 4           | 0           | 0           | -               | -               | -               | -                 | -                 | -                 | -          | -          | -          | -                              | -                              | -                              | -                              | 4     | 0     | 0     |
| 2020                  | Tokyo Verdy           | J2 League             | 41          | 3           | 4           | -               | -               | -               | -                 | -                 | -                 | -          | -          | -          | -                              | -                              | -                              | -                              | 41    | 3     | 4     |
| Sous-total            | Sous-total            | Sous-total            | 45          | 3           | 4           | -               | -               | -               | -                 | -                 | -                 | -          | -          | -          | -                              | -                              | -                              | -                              | 45    | 3     | 4     |
| 2021                  | Tokushima Vortis      | J1 League             | 28          | 1           | 1           | -               | -               | -               | 5                 | 0                 | 0                 | -          | -          | -          | -                              | -                              | -                              | -                              | 33    | 1     | 1     |
| 2022                  | Yokohama F. Marinos   | J1 League             | 29          | 1           | 1           | 1               | 0               | 0               | 2                 | 0                 | 0                 | -          | -          | -          | ACL                            | 7                              | 0                              | 1                              | 39    | 1     | 2     |
| 2023                  | Yokohama F. Marinos   | J1 League             | 17          | 2           | 1           | -               | -               | -               | 4                 | 0                 | 0                 | 1          | 0          | 0          | -                              | -                              | -                              | -                              | 22    | 2     | 1     |
| Sous-total            | Sous-total            | Sous-total            | 46          | 3           | 2           | 1               | 0               | 0               | 6                 | 0                 | 0                 | 1          | 0          | 0          | -                              | 7                              | 0                              | 1                              | 61    | 3     | 3     |
| 2023-2024             | Saint-Trond VV        | Jupiler Pro League    | 25          | 1           | 2           | 2               | 0               | 0               | -                 | -                 | -                 | -          | -          | -          | -                              | -                              | -                              | -                              | 27    | 1     | 2     |
| 2024-2025             | Saint-Trond VV        | Jupiler Pro League    | 8           | 0           | 0           | -               | -               | -               | -                 | -                 | -                 | -          | -          | -          | -                              | -                              | -                              | -                              | 8     | 0     | 0     |
| Sous-total            | Sous-total            | Sous-total            | 33          | 1           | 2           | 2               | 0               | 0               | -                 | -                 | -                 | -          | -          | -          | -                              | -                              | -                              | -                              | 35    | 1     | 2     |
| Total sur la carrière | Total sur la carrière | Total sur la carrière | 152         | 8           | 9           | 3               | 0               | 0               | 11                | 0                 | 0                 | 1          | 0          | 0          | -                              | 7                              | 0                              | 1                              | 174   | 8     | 10    |